# مری دلگادو
مری دلگادو (اسپانیایی: Mary Delgado‎؛ ۸ اکتبر ۱۹۱۶ – ۱۳ آوریل ۱۹۸۴) هنرپیشه اهل اسپانیا بود.
او با کارگردان رافائل خیل در رد پای نور (۱۹۴۱) و با آنتونیو کاسال در روح و خانم جوانیتا (۱۹۴۵) و زمین تشنه (۱۹۴۵) کار کرده‌است.